# 유행병

2014년 서아시아 애볼라 바이러스 유행병 감염자 추세

유행병(流行病, 영어: epidemic, 문화어: 돌림병)은 어떤 지역에서 예상 범위를 넘어 급격하게 확산되어 퍼져가는 질병을 나타내는 말이다. 예를 들면, 뇌척수막염과 같이, 연속 2주만에 10만명당 15명 이상 감염이 되는 것을 유행병이라고 말한다. 유행병은 여러 요인에 의해서 발생된다. 생태계에서 숙주 밀도가 높아지는 변화나, 최신 병원균이 숙주에 감염되었을 때 발생하기도 한다.
일반적으로, 유행병은 기존에 존재한 병원체 또는 새로운 병원체의 독성이 그 병원체에 대한 숙주의 면역을 넘어서고, 숙주간 감염률이 높아지는 순간에 발생한다.
감염병이 한 지역에서 유행하게 되면 유행병이라고 부른다. 만약 감염병이 국가나 대륙을 건너 여러 지역에서 유행병이 발생하게 되면, 범유행이라고 부른다. 유행병의 선언은 감염병당 유행병의 발생 기준치가 존재하는데, 기준치보다 높은 수의 감염병이 발생하는 경우 유행병으로 선언하게 된다. 감기 등의 일반적인 질병과는 달리 극소수의 질병만이 유행병으로 분류된다.

## 정의

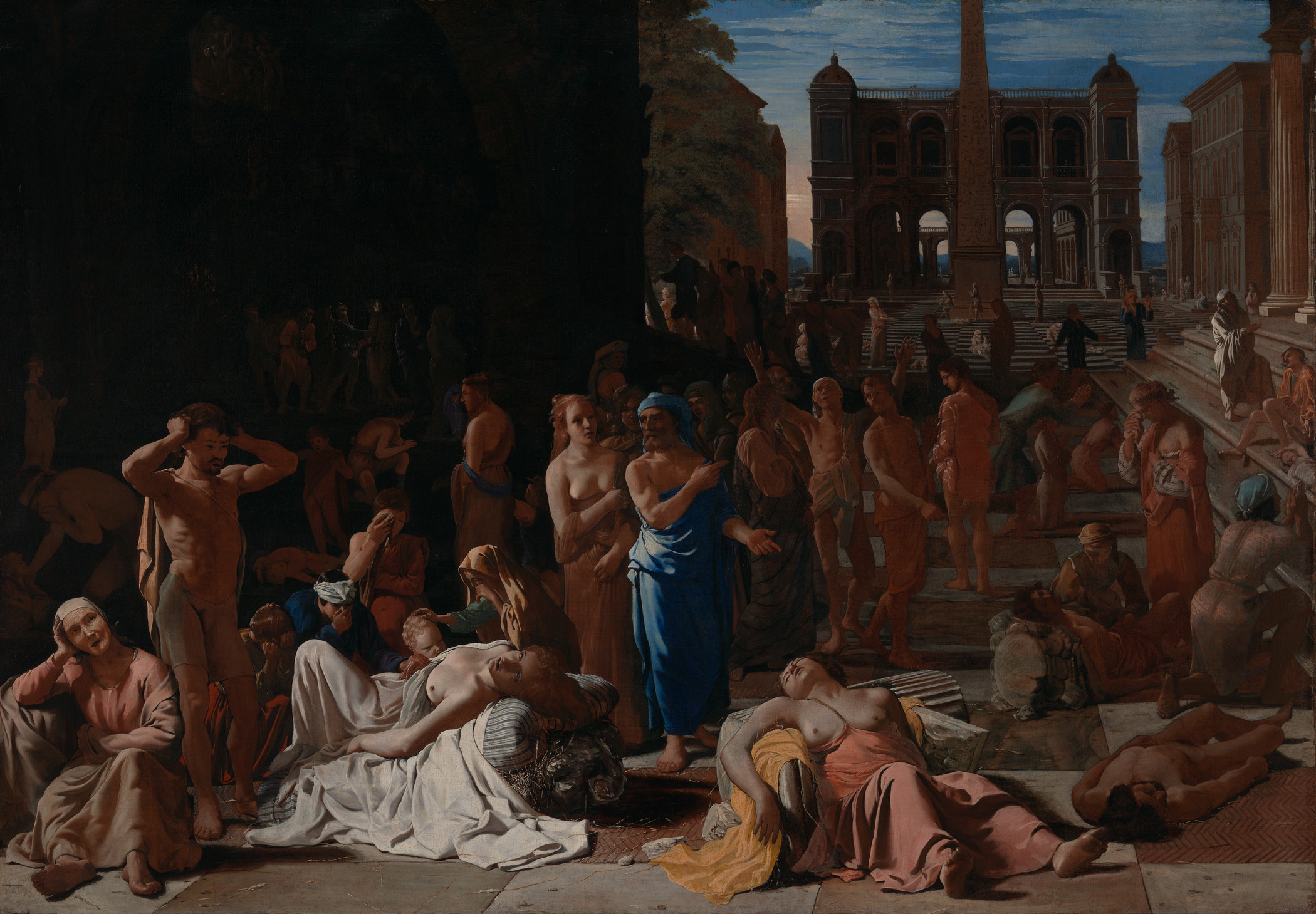
아테네의 역병

유행병은 영어로 epidemic이라고 하는데, 이는 호메로스의 서사시 오디세이의 단어에서 유래하였고, 히포크라테스가 이를 처음으로 사용하였다. 투키디데스의 저술에 있는 아테네의 역병 보관됨 2020-04-07 - 웨이백 머신이 유행병의 시초로 이해하고 있다. 17세기 초까지, 풍토병은 낮은 발병률을 나타내는 단어이고, 유행병은 넓은 지역으로 발병하는 단어로 사용되었다. 최근에는 풍토병이라는 단어는 잘 사용하지 않고, 유행병으로 통일되고 있다.
미국 아틀란타 질병관리본부는 유행병을 다음과 같이 정의한다. "유행병은 질병이나 다른 유해한 건강 상태가 특정 기간 내에 특정 지역에서 예상보다 높게 생기는 상태를 말한다."

## 원인
유행병의 원인에는 다음과 같은 것들이 있다.
- 감염원의 감염력 증가
- 새로운 환경의 등장
- 감염원에 대한 숙주의 민감성 변화

유행병은 전염성이 없을 수도 있다. 예를 들면, 모기에 의하여 감염되는 웨스트나일열과, 비만 유행병(세계 보건 기구) 같은 병이 대표적이다.

## 종류

### 공통 감염원에 의한 유행
공통 감염원에 의한 유행병은 감염된 개개인이 모두 같은 감염원에 노출된 경우를 말한다. 

### 전파에 의한 유행
전파에 의한 유행병에서는 사람과 사람 사이에 전염이 발생한다. 감염된 개개인은 독립적인 감염원의 저장소 역할을 하여 추가적인 전염을 일으킬 수 있다.
많은 감염병은 공통 발생원과 전파된 발생의 특징을 모두 가지고 있다. ('mixed outbreak') 예를 들어, 일반적인 노출 후에 사람 대 사람 확산이 발생하거나 환경 매개체가 동물 감염 인자를 확산시킬 수 있다.

## 전파 경로
- 공기 매개 전파 : 공기 매개 전파는 공기 중의 비말 핵이나 먼지에 의한 감염 확산이다. 바람의 개입이 없으면 공기 매개 감염이 발생하는 거리가 짧다. (예: 10 ~ 20피트).
- 절지동물 매개 감염 : 절지동물에 의한 감염은 곤충의 오염된 주둥이나 발을 통해 기계적으로, 또는 절지동물 내부에서 감염원인 유기체의 성장 또는 복제가 있을 때 곤충에 의해 발생한다.
- 생물학적 감염: 생물학적 과정, 예를 들어 중간 숙주에서 감염 물질의 발달 단계를 통과하는 것. 기계적인 전파와 반대되는 개념이다.
- 접촉 감염 : 물기, 빨기, 씹기 또는 비말 흡입, 오염된 물 마시기 등을 통해 간접적으로 감염된다.
- 대변-구강 감염 : 감염원은 감염된 숙주에 의해 대변으로 배출되고 이 대변에 감염된 물질의 섭취를 통해 감염되기 쉬운 숙주가 대변의 감염원에 의해 감염된다.
- 수평 전송 : 같은 그룹에 있는 다른 사람들에게 동시에 전파되는 경우이다. 흔히 생각하는 감염은 여기에 해당된다.
- 수직 전파 : 한 세대에서 다음 세대로 일어나는 감염이다. 예를 들어 태아가 산모의 자궁 내에서 감염되는 경우가 여기 해당된다. 일부 레트로바이러스는 생식선에서 감염된다. 즉, 유전 물질이 난자나 정자의 DNA에 통합된다.[5]

## 예방
감염병에 대한 예방 조치에는 질병 감시 시스템이 포함된다. 긴급 요원, 특히 지역 기반 긴급 요원을 신속하게 파견하는 능력 등이 필요하다.
대유행 대응을 위한 준비는 다양하다. 첫째는 질병 감시 시스템이다. 예를 들어 탄자니아는 200개 보건소에 대한 테스트를 실행하고 전염병의 확산을 추적하는 국립 연구소를 운영 중이다. 다음은 긴급 상황에 대한 실제 대응이다. 빠르게 확산되는 대유행은 기존 의료 자원을 쉽게 압도할 수 있다.  따라서 "감염병 곡선 평탄화"를 목표로 하는 완화 노력이 필요하다. 이러한 조치는 일반적으로 사회적 거리두기, 공격적인 접촉 추적 등의 비약물적 개입과 적절한 개인 보호 장비(예: 마스크, 장갑 및 기타 확산을 위한 물리적 장벽)로 구성된다.

## 같이 보기
- 감염병
- 풍토병
- 팬데믹(범유행)
- 인플루엔자 범유행
- 홍콩 독감
- 런던 대역병
- 아테네 역병
- 1837년 대평원 천연두 유행